# Niederschönenfeld
Niederschönenfeld är en kommun och ort i Landkreis Donau-Ries i Regierungsbezirk Schwaben i förbundslandet Bayern i Tyskland.
Kommunen ingår i kommunalförbundet Rain tillsammans med staden Rain och kommunerna Genderkingen, Holzheim och Münster.